# Tarquimpol
Tarquimpol (Duits: Taichenphul) is een gemeente in het Franse departement Moselle (regio Grand Est) en telt 67 inwoners (2009).
De gemeente maakt deel uit van het arrondissement Château-Salins en sinds 22 maart 2015 van het kanton Le Saulnois, toen het kanton Dieuze, waar de gemeenten daarvoor onder viel, erin opging.

## Geografie
De oppervlakte van Tarquimpol bedraagt 4,0 km², de bevolkingsdichtheid is dus 16,8 inwoners per km². Tarquimpol ligt aan het Etang de Lindre. Tot enige jaren terug lag het plaatsje als een schiereiland in dit etang, enkel verbonden met het vasteland via een soort brede dijk. Op dit moment inmiddels is het etang voor een belangrijk deel drooggevallen. De weilanden op bijgevoegde foto waren water.

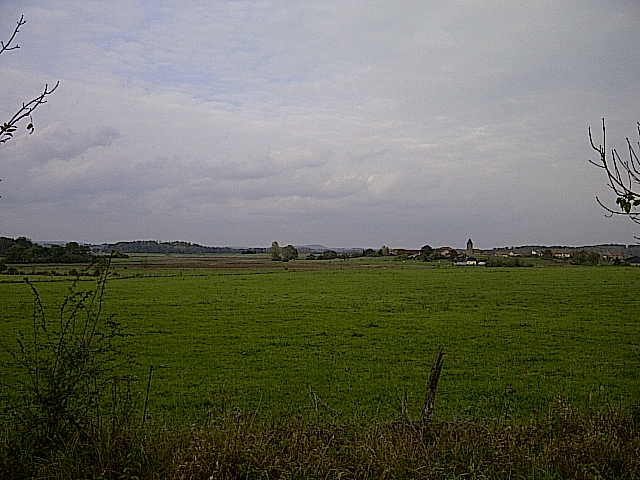
Tarquimpol /Taichenphul gezien vanaf het zuiden, over de drooggevallen Etang de Lindre / Linderweiher

De onderstaande kaart toont de ligging van Tarquimpol met de belangrijkste infrastructuur en aangrenzende gemeenten.

## Demografie
Onderstaande figuur toont het verloop van het inwonertal (bron: INSEE-tellingen).

## Bezienswaardigheden
- Het graf van Stanislas de Guaita